# 埃米·阿特韦尔
埃米·阿特韦尔（英語：Amy Atwell，1998年6月30日—），生于西澳大利亚州珀斯，澳大利亚女子篮球运动员，2023年亞洲盃女子籃球賽铜牌得主、2024年夏季奥林匹克运动会女子铜牌得主。